# مقاطعة ليمهي (أيداهو)
مقاطعة ليمهي (بالإنجليزية: Lemhi County)‏ هي إحدى مقاطعات ولاية أيداهو في الولايات المتحدة الأمريكية.